# Robô de investimento
Um robô de investimento é uma ferramenta que realiza a negociação de ativos financeiros de forma automática, técnica chamada, no inglês, de algorithmic trading ou algo trading. Em geral, são utilizados para negociações de largo volume, em que negociar a quantidade desejada de uma vez só alteraria o preço de mercado do ativo negociado - o robô, por sua vez, realiza a negociação ao longo do tempo utilizando algoritmos específicos.

## Uso
Em 2006, um terço de todas as negociações de ações nos Estados Unidos e na Europa eram feitas automaticamente por robôs de investimento. Um estudo de 2009 sugere que firmas de investimento utilizando robôs de alta frequência de negócio (HTF), um tipo de robôs de investimento, eram responsáveis por 60 a 73% do volume de negociação de ações nos Estados Unidos, sendo que o mesmo número caiu para 50% em 2012, segundo o New York Times.
No Brasil, o uso de robôs ainda era incipiente em 2015, devido, em parte, a elementos do mercado brasileiro não capturados pelos robôs, como a negociação baseada em notícias, em especial as relacionadas à política nacional, segundo um analista da XP Investimentos.